# Ценовое сжатие
Ценовое сжатие (англ. margin/price squeeze, буквально — сжатие цены/прибыли) вид ограничительной торговой практики, при которой вертикально интегрированные фирмы способны нанести вред неинтегрированным конкурентам.

## Определение
Ценовое сжатие происходит в случае, когда интегрированные фирмы производят и сырьё, и конечный товар, в то время как неинтегрированные фирмы производят только конечный товар и вынуждены покупать сырьё у интегрированных фирм. «Сжатие» состоит в том, что интегрированные фирмы назначают высокую цену за сырьё при продаже его неинтегрированной фирме и продают своей конечный товар по сравнительно низкой цене, что позволяет неинтегрированной фирме получать минимальную прибыль или даже влечёт к убыткам.
Подобные ситуации могут возникать также в тех случаях, когда интегрированные фирмы производят сырьё и конечные товары, а неинтегрированные — только сырьё, и вынуждены рассматривать интегрированные фирмы в качестве рынка сбыта своей продукции. «Сжатие» в этом случае состоит в том, что интегрированные фирмы платят за сырьё неинтегрированным фирмам заниженную цену, что позволяет не интегрированным фирмам получать лишь минимальный доход или делает их убыточными.
В литературе используются термины: cost-price squeeze, price-cost squeeze — сближение цен и издержек, price squeeze — вытеснение посредством снижения цены, вытеснение снижением цены, ценовое давление, ценовое сжатие, margin squeeze — уменьшение маржи, сжатие маржи.

## История
Вытеснением посредством ценового сжатия в литературе и судебной практике судов ЕС называется особая форма противозаконной ценовой политики. При этом речь идет о стратегии, характеризующейся тем, что вертикально интегрированное господствующее на рынке предприятие так ограничивает или вообще устраняет возможную маржу прибыли своих конкурентов на рынке конечных потребителей, что они становятся не конкурентоспособными и, в конце концов, должны уйти с рынка; тем самым нарушается конкуренция на рынке конечных потребителей в целом. При этом вертикально интегрированное господствующее на рынке предприятие может воздействовать на маржу прибыли конкурентов на рынке конечных потребителей двумя способами. Оно может установить либо высокие оптовые цены, либо низкие цены на конечный продукт. Таким образом, от предприятия, господствующего на рынке, исходит двойное ценовое давление на маржи конкурентов. Зачастую, подобные обвинения использовались на рынке телекоммуникаций, в силу тенденции этой отрасли к картельным сговорам и монополизации.
Приговоры за ценовое сжатие были осуществлены Европейским судом: T-271/03 в деле Deutsche Telekom AG, прим. 166 и далее от 29 марта 2012 г.; T-336/07 в деле Telefónica SA & Telefónica de España SA прим. 187 от 14 октября 2010 г.; C-280/08 P в деле Deutsche Telekom AG прим. 167, 183, 197 от 17 февраля 2011 г.; C-52/09 в деле TeliaSonera Sverige AB прим. 31 и 42. Также данная формулировка более скрыто использована в приговоре от 10 июля 2014 г. C295/12 P в деле Telefónica SA & Telefónica de España SAU, прим. 75, 96, 104.

### Отличие от монопольного демпинга
Есть существенные различия между поведением в форме ценового сжатия, с одной стороны, и установлением монопольно низких цен, с другой стороны. В случае установления монопольно низких цен доминирующая компания сначала несет убытки, потому что она взимает цены ниже себестоимости. После того, как это приводит к ограничению конкуренции, доминирующая компания может возместить такие потери в долгосрочной перспективе, поскольку она использует свою усилившуюся рыночную власть. Напротив, ценовое сжатие не требует такого обмена или жертвы априори, так как доминирующая компания может не понести убытки в результате реализации всех бизнес процессов, а ценовое сжатие может повлечь за собой высокую розничную цену (по сравнению с расходами всех бизнес процессов) в краткосрочной и долгосрочной перспективе. Таким образом, ограничивая выход на рынок и/или рост конкурентов на рынке и, в конечном итоге, уменьшая конкурентное давление, ценовое сжатие позволяет доминирующей фирме поддерживать высокий уровень розничных цен. Ценовое сжатие может быть выгодной стратегией для доминирующей фирмы уже в тот период, когда она участвует в ценовом сжатии: прибыль, полученная в результате высокого уровня розничных цен, может значительно превзойти недополученную прибыль, связанную с упущенными продажами на оптовом рынке, как результат высоких оптовых цен относительно розничных.

### Практика Европейского союза
В сообщении комиссии Европейского союза — руководстве по приоритетам правоприменения комиссии при применении Статьи 82 (Запрет на злоупотребление доминирующим положением) Договора ЕС о злоупотреблении доминирующим положением (OJ C 45/7, 24.2.2009), в главе «Отказ в поставке и ценовое сжатие» («Refusal to supply and margin squeeze») устанавливаются три условия для того, чтобы случаи с ценовым сжатием рассматривались в качестве приоритета для принудительного исполнения в соответствии со статьей 82:
- соответствующий продукт или услуга на оптовом (upstream) рынке должны быть объективно необходимы для того, чтобы конкуренты могли эффективно конкурировать на розничном (downstream) рынке;
- должен существовать риск устранения эффективной конкуренции на розничном рынке,
- при использовании доминирующим поставщиком ценового сжатия должна существовать вероятность нанесения вреда потребителю.

### Практика Швейцарии
9 декабря 2019 года Федеральный Верховный суд Швейцарии установил, что в компании Swisscom AG и Swisscom (Schweiz) AG (далее совместно — компания Swisscom) злоупотребили своим доминирующим положением, установив неправомерные цены на оптовые широкополосные услуги в период с 2001 по 2007 год. Было установлено, что компания Swisscom не оставляет своим конкурентам никакой возможности получить достаточную маржу прибыли между оптовыми ценами, взимаемыми компанией Swisscom, и их розничными ценами, что и было расценено как ценовое сжатие. Это было первое решение суда, в котором рассматривался вопрос о ценовом сжатии в соответствии с антимонопольным законодательством Швейцарии.
Федеральный верховый суд определил «ценовое сжатие» как особую форму стратегии искусственного занижения цен и постановил, что существуют три структурные предпосылки для ценового сжатия:
- компания должна быть вертикально интегрирована в цепочку поставок, работая на двух последовательных отдельных этапах производства (то есть на оптовом рынке и розничном рынке);
- вертикально интегрированная компания должна предоставлять продукцию на оптовом рынке, от которой зависят конкуренты на розничном рынке в отношении производства своего конечного продукта;
- вертикально интегрированная компания должна занимать доминирующее положение. Учитывая тесную вертикальную связь между оптовым рынком и розничным рынком, достаточно чтобы вертикально интегрированная компания доминировала только на оптовом рынке. Однако вертикально интегрированная компания должна иметь определенное доминирование на розничном рынке потребителей, поскольку в противном случае она не может оказывать решающего влияния на цены конечного продукта.